# Parathespis humbertiana
Parathespis humbertiana är en bönsyrseart som beskrevs av Henri Saussure 1869. Parathespis humbertiana ingår i släktet Parathespis och familjen Thespidae. Inga underarter finns listade i Catalogue of Life.